# Jonas Krumrey
Jonas Krumrey (Prien am Chiemsee, 25 de noviembre de 2003) es un futbolista alemán que juega como portero en el Holstein Kiel de la 2. Bundesliga.

## Trayectoria
Comenzó en el TSV 1860 Rosenheim y en el Bayern de Múnich. En 2017 pasó a la academia del Red Bull Salzburgo, donde jugó en las tres categorías. Después se convirtió en el tercer portero del F. C. Liefering por detrás de Daniel Antosch y Adam Stejskal. En junio de 2021 firmó un contrato con el Red Bull Salzburgo que dura hasta 2024.
El 13 de agosto de 2021 jugó su primer partido con el F. C. Liefering contra el SKU Amstetten donde formó parte del once inicial.

## Estadísticas

### Clubes
Actualizado al último partido disputado el 2 de marzo de 2024.
| F. C. Liefering · Austria             | 2.ª           | 2021-22       | 12 | 16 | — | — | — | — | 12 | 16 |
| F. C. Liefering · Austria             | 2.ª           | 2022-23       | 26 | 47 | — | — | — | — | 26 | 47 |
| F. C. Liefering · Austria             | 2.ª           | 2023-24       | 15 | 21 | — | — | — | — | 15 | 21 |
| F. C. Liefering · Austria             | Total club    | Total club    | 53 | 84 | 0 | 0 | 0 | 0 | 53 | 84 |
| Total carrera                         | Total carrera | Total carrera | 53 | 84 | 0 | 0 | 0 | 0 | 53 | 84 |
| (1) Hace referencia a goles encajados |               |               |    |    |   |   |   |   |    |    |